# Marcos de Niza
Marcos de Niza (ur. ok. 1495 w Nicei, zm. 25 marca 1558 w Meksyku) – hiszpański zakonnik i odkrywca. Jako franciszkanin udał się w 1531 do Ameryki i pełnił posługę w Peru, Gwatemali i Meksyku. Z rozkazu wicekróla Antonia de Mendozy wraz z Maurem Estébanem wyruszył na wyprawę na północne tereny ówczesnej Nowej Hiszpanii. Estéban zginął w czasie ekspedycji, natomiast Marcos de Niza wrócił bezpiecznie twierdząc, że widział niezwykle bogate miasta. W rzeczywistości zapewne uwierzył w opowieści Indian. Jego relacja rozbudziła żądzę złota wśród hiszpańskich osadników w Meksyku i stała się przyczyną urządzania nowych wypraw na tereny obecnej Arizony. W 1541 Marcos de Niza został prowincjałem franciszkanów w Meksyku.